# FC Zbrojovka Brno 2018/2019
Tento článek se podrobně zabývá událostmi ve fotbalovém klubu FC Zbrojovka Brno v období sezony 2018/19 a jeho působení v 2. lize a ligovém poháru. Zbrojovce se v předcházejícím ročníku nepodařilo udržet v HET lize a sestoupila tak do 2. ligy. Po základní části bylo Brno na 3. místě a dostalo se tak do baráže o první ligu. V baráži Zbrojovka neuspěla, a tak i další sezonu odehrála ve druhé nejvyšší soutěži.

## Klub

### Vlastník
Klub vstoupil do nového ročníku ve stejné majetkové struktuře.

### Realizační tým
V průběhu letošní sezony došlo ke změnám. Hlavním trenérem byl Roman Pivarník. V zimě jej nahradil Pavel Šustr, jeho asistentem je Petr Maléř. Brankářským trenérem je Martin Doležal. Sportovním manažerem je Tomáš Požár.
| Post                         | Jméno           |
| ---------------------------- | --------------- |
| Hlavní trenér                | Pavel Šustr     |
| Asistent trenéra             | Petr Maléř      |
| Trenér brankářů              | Martin Doležal  |
| Vedoucí mužstva              | Libor Došek     |
| Kondiční trenér              | Jan Cacek       |
| Kondiční trenér              | Josef Mlčuch    |
| Hlavní kustod                | Jiří Havlíček   |
| Klubové vedení               |                 |
| Předseda                     | Václav Bartoněk |
| Místopředseda                | Aleš Kolář      |
| Místopředseda                | Zdeněk Sklenář  |
| Sportovní manažer            | Tomáš Požár     |
| Manažer mládežnické akademie |                 |
| Hlavní Skaut                 |                 |
| Finanční ředitel (ČP)        |                 |
| Ředitel komunikace           | Martin Lísal    |

## Soupiska

### První tým
Aktuální k datu 20. května 2019.
| Číslo | Pozice | Nár.      | Hráč              | Datum narození a věk       | Od roku | Cena     | Smlouva do | Předchozí angažmá                  | Pozn. |
| ----- | ------ | --------- | ----------------- | -------------------------- | ------- | -------- | ---------- | ---------------------------------- | ----- |
| 2     | O      | Česko     | Tomáš Chyla       | 12. června 2000 (24 let)   | x       | x        | x          | FC Zbrojovka Brno – Juniorka       |       |
| 2     | O      | Česko     | Petr Pavlík       | 22. července 1987 (37 let) | 2017    | —        | 2020       | TJ Spartak Myjava                  | [ 4 ] |
| 2     | O      | Česko     | Pavel Eismann     | 20. srpna 1984 (40 let)    | 2018    | 5 mil.Kč | 2019       | MFK Karviná                        |       |
| 8     | Z      | Česko     | Šimon Šumbera     | 20. srpna 1984 (40 let)    | 2019    | 5 mil.Kč |            | FK Třinec                          |       |
| 11    | Z      | Česko     | Ladislav Krejčí   | 20. dubna 1999 (25 let)    | 2016    | —        |            | FC Zbrojovka Brno – Juniorka       |       |
| 13    | O      | Česko     | Lukáš Vraštil     | 10. března 1994 (31 let)   | 2016    | —        |            | FK Mladá Boleslav                  |       |
| 14    | Ú      | Česko     | Jakub Přichystal  | 25. října 1995 (29 let)    | 2015    | —        |            | SK Líšeň (host.)                   |       |
| 15    | O      | Česko     | Jakub Šural       | 1. července 1996 (28 let)  | 2015    | —        |            | FK Baník Most 1909 (host.)         |       |
| 16    | Z      | Česko     | Jan Sedlák        | 25. října 1994 (30 let)    | 2016    | —        |            | MFK Karviná                        |       |
| 17    | Ú      | Česko     | Lukáš Magera      | 17. ledna 1983 (42 let)    | 2018    | —        | 2020       | FK Mladá Boleslav                  |       |
| 18    | Z      | Česko     | Dominik Kříž      | 25. září 1999 (25 let)     |         | —        |            | FC Zbrojovka Brno – Juniorka       |       |
| 21    | Z      | Česko     | Ondřej Pachlopník | 14. února 2000 (25 let)    |         | —        |            | FC Zbrojovka Brno – Juniorka       |       |
| 22    | Z      | Česko     | Ondřej Vintr      | 1. srpna 1997 (27 let)     |         | —        |            | FC Zbrojovka Brno – Juniorka       |       |
| 23    | Ú      | Česko     | Michal Škoda      | 1. března 1988 (37 let)    | 2012    | —        |            | Lillestrøm SK (host.)              |       |
| 24    | Z      | Slovensko | Peter Štepanovský | 12. ledna 1988 (37 let)    | 2018    | —        | 2020       | MFK Karviná                        |       |
| 25    | O      | Česko     | Lukáš Kryštůfek   | 15. srpna 1992 (32 let)    | 2018    | —        | 2020       | FC Vysočina Jihlava                |       |
| 27    | Z      | Slovensko | Damián Bariš      | 9. prosince 1994 (30 let)  | 2018    | —        | 2020       | FC ViOn Zlaté Moravce – Vráble     |       |
| 28    | O      | Slovensko | Juraj Kotula      | 30. září 1995 (29 let)     | 2019    | —        | 2020       | ŠK Slovan Bratislava               |       |
| 32    | Z      | Česko     | Antonín Růsek     | 22. března 1999 (26 let)   |         | —        |            | 1. SC Znojmo FK (host.)            |       |
| 33    | B      | Česko     | Pavel Halouska    | 23. května 1995 (29 let)   |         | —        |            | 1. SK Prostějov (host.)            |       |
| 36    | Z      | Česko     | Robert Bartolomeu | 3. prosince 1993 (31 let)  | 2018    | —        | 2020       | FC Fastav Zlín                     |       |
| 59    | B      | Česko     | Jiří Floder       | 3. ledna 1997 (28 let)     |         | —        | 2019       | SK Hanácká Slavia Kroměříž (host.) |       |
| 73    | O      | Česko     | Ondřej Sukup      | 8. prosince 1988 (36 let)  | 2018    | —        | 2020       | PFK Černo More Varna               |       |
| 77    | Ú      | Česko     | Martin Zikl       | 13. června 1999 (25 let)   |         | —        |            | FC Zbrojovka Brno – Juniorka       |       |

### Změny v kádru v letním přestupovém období 2018
| Přišli do týmu |      |           |                   |     |                                |                    |                    |                    |        |
| Číslo          | Poz. | Nár.      | Hráč              | Věk | Odkud přišel                   | Do roku            | Typ                | Cena               | Zdroj  |
| 27             | Z    | Slovensko | Damián Bariš      | 23  | FC ViOn Zlaté Moravce – Vráble | 2020               | přestup            | —                  |        |
| 17             | Ú    | Česko     | Lukáš Magera      | 35  | FK Mladá Boleslav              | 2020               | přestup            | —                  | [ 9 ]  |
| 2              | O    | Česko     | Pavel Eismann     | 35  | MFK Karviná                    | —                  | přestup            |                    | [ 5 ]  |
| 24             | Z    | Slovensko | Peter Štepanovský | 31  | MFK Karviná                    | 2020               | přestup            |                    |        |
| 36             | Z    | Česko     | Robert Bartolomeu | 25  | FC Fastav Zlín                 | 2020               | přestup            |                    |        |
|                |      |           |                   |     |                                |                    |                    |                    |        |
| -              | O    | Česko     | David Gáč         | 20  | MFK Frýdek-Místek              | Návrat z hostování | Návrat z hostování | Návrat z hostování | [ 10 ] |
| 14             | Ú    | Česko     | Jakub Přichystal  | 23  | MFK Frýdek-Místek              | Návrat z hostování | Návrat z hostování | Návrat z hostování |        |

| Odešli z týmu |      |           |                     |     |                               |                 |                 |        |
| Číslo         | Poz. | Nár.      | Hráč                | Věk | Kam odešel                    | Typ             | Cena            | Zdroj  |
| 14            | Ú    | Rusko     | Konstantin Bazeljuk | 25  | CSKA Moskva/FK SKA Chabarovsk | Konec hostování | Konec hostování |        |
| 30            | O    | Litva     | Tadas Kijanskas     | 32  | Hapoel Aškelon                | Konec smlouvy   | Konec smlouvy   |        |
| 9             | Ú    | Uruguay   | Rafael Acosta       | 28  | FK Jablonec                   | Přestup         | —               | [ 11 ] |
| 17            | Z    | Česko     | Miloš Kratochvíl    | 23  | FK Jablonec                   | Konec hostování | Konec hostování |        |
| 2             |      | Slovensko | Martin Juhar        | 30  | Diósgyőri VTK                 | Konec smlouvy   | Konec smlouvy   |        |
| 22            | Z    | Česko     | Ondřej Vintr        | 21  | MFK Vyškov                    | hostování       | hostování       |        |
| 7             | Z    | Česko     | Marek Vintr         | 21  | MFK Vyškov                    | hostování       | hostování       |        |
| 21            | Ú    | Česko     | Jakub Přichystal    | 23  | SK Líšeň                      | hostování       | hostování       |        |
|               | O    | Česko     | Jakub Černín        | 19  | SK Líšeň                      | hostování       | hostování       |        |
| 59            | B    | Česko     | Jiří Floder         | 19  | SK Hanácká Slavia Kroměříž    | hostování       | hostování       |        |
| 14            | Ú    | Česko     | Petr Rybička        | 22  | MFK Chrudim                   | hostování       | hostování       |        |
|               | O    | Česko     | Lukáš Zukal         | 21  | FK Pardubice                  | hostování +     | hostování +     |        |
|               | Z    | Česko     | Pavel Sokol         | 21  | FK Pardubice                  | Přestup         | —               | [ 12 ] |
| 6             | Z    | Česko     | Tomáš Pilík         | 29  | Honvéd Budapešť               | Přestup         | —               | [ 13 ] |
| 16            | Z    | Česko     | Jan Polák           | 37  | 1. SK Prostějov               | Přestup         | —               | [ 14 ] |

## Hráčské statistiky

### Střelecká listina
Zapsáni pouze hráči, kteří vstřelili gól.

| Poz. | Nár.      | Hráč              | Zápasy | Góly | Fortuna:Národní liga | MOL Cup | Baráž o první ligu |
| ---- | --------- | ----------------- | ------ | ---- | -------------------- | ------- | ------------------ |
| Ú    | Česko     | Lukáš Magera      | 29     | 14   | 12                   | —       | 2                  |
| Z    | Slovensko | Peter Štepanovský | 30     | 11   | 11                   | —       | —                  |
| Z    | Česko     | Antonín Růsek     | 30     | 8    | 7                    | 1       | —                  |
| Z    | Česko     | Šimon Šumbera     | 15     | 6    | 5                    | —       | 1                  |
| Ú    | Česko     | Michal Škoda      | 19     | 5    | 5                    | —       | —                  |
| Z    | Slovensko | Damián Bariš      | 29     | 4    | 4                    | —       | —                  |
| Z    | Česko     | Ladislav Krejčí   | 25     | 3    | 3                    | —       | —                  |
| Ú    | Česko     | Martin Zikl       | 14     | 2    | 2                    | —       | —                  |
| Z    | Česko     | Ondřej Pachlopník | 7      | 2    | 2                    | —       | —                  |
| Z    | Česko     | Robert Bartolomeu | 22     | 2    | 2                    | —       | —                  |
| Z    | Česko     | Ondřej Vintr      | 10     | 2    | 2                    | —       | —                  |
| O    | Česko     | Ondřej Sukup      | 17     | 1    | 1                    | —       | —                  |
| O    | Česko     | Jakub Šural       | 17     | 1    | 1                    | —       | —                  |
| O    | Česko     | Pavel Eismann     | 33     | 1    | 1                    | —       | —                  |
| Z    | Česko     | Dominik Kříž      | 17     | 1    | 1                    | —       | —                  |
| Z    | Česko     | Ondřej Vintr      | 9      | 1    | 1                    | —       | —                  |
| Ú    | Česko     | Jakub Přichystal  | 12     | 1    | 1                    | —       | —                  |
| O    | Česko     | Petr Pavlík       | 14     | 1    | —                    | 1       | —                  |
|      |           | Celkem            | —      | 67   | 61                   | 3       | 3                  |

Poslední úprava: 29. května 2019

## Zápasy v sezoně 2018/19

### Souhrn působení v soutěžích
| Soutěž       | Fáze startu | Momentální pozice/ kolo | Konečná pozice/ kolo | První zápas       | Poslední zápas |
| ------------ | ----------- | ----------------------- | -------------------- | ----------------- | -------------- |
| Fortuna:Liga | —           | —                       | 3. místo             | 22. července 2018 | 2. června 2019 |
| MOL Cup      | 1. kolo     | —                       | 3. kolo              | 22. srpna 2018    | 26. září 2019  |

### Letní přípravné zápasy
Zdroj: fczbrno.cz
| Datum        | Soupeř               | Místo                                  | Výsledek | Střelci Zbrojokvy                                                  |
| ------------ | -------------------- | -------------------------------------- | -------- | ------------------------------------------------------------------ |
| 16/ 06/ 2018 | FC Spartak Trnava    | Jaslovské Bohunice                     | 0-0      |                                                                    |
| 20/ 06/ 2018 | ŠK Slovan Bratislava | Zastávka                               | 2-1      | 28' Škoda, 73' Jambor                                              |
| 23/ 06/ 2018 | TJ Sokol Lanžhot     | Lanžhot                                | 6-1      | 16' Vraštil, 46', 49' Ashiru 60' Vintr, 86' Růsek 88' (pen) Ashiru |
| 30/ 06/ 2018 | FC Nitra             | Nitra                                  | 0-3      |                                                                    |
| 07/ 07/ 2018 | MFK Skalica          | Rakvice                                | 2-2      | 75' Pilík, 79' Gáč                                                 |
| 14/ 07/ 2018 | MFK Vyškov           | Městský fotbalový stadion Srbská, Brno | 2-0      | 52' Růsek, 70' Lutonský                                            |

### Podzimní přípravné zápasy
Zdroj: fczbrno.cz
| Datum        | Soupeř         | Místo                              | Výsledek | Střelci Zbrojokvy                  |
| ------------ | -------------- | ---------------------------------- | -------- | ---------------------------------- |
| 17/ 11/ 2018 | SKN St. Pölten | Sport.Zentrum St. Pölten, Rakousko | 4-0      | 33', 45' Zikl, 71', 73' Přichystal |

### Zimní přípravné zápasy
Zdroj: fczbrno.cz
| Datum         | Soupeř               | Místo                                  | Výsledek      | Střelci Zbrojovky                                                  |
| Tipsport liga | Tipsport liga        | Tipsport liga                          | Tipsport liga | Tipsport liga                                                      |
| ------------- | -------------------- | -------------------------------------- | ------------- | ------------------------------------------------------------------ |
| 06/ 01/ 2019  | 1. SC Znojmo FK      | SK Líšeň, Brno                         | 5 – 2         | 8', 12' Magera, 55' Zikl, 67', 72' Peter Štepanovský               |
| 09/ 01/ 2019  | FC MAS Táborsko      | SK Líšeň, Brno                         | 1 – 4         | 3' Zikl                                                            |
| 12/ 01/ 2019  | FC Nitra             | SK Líšeň, Brno                         | 3 – 1         | 20' Bariš, 44' (pen) Magera, 90+1' Vintr                           |
| 19/ 01/ 2019  | FC MAS Táborsko      | Národní stadion Ta' Qali, Malta        | 2 – 0         | 10' Vraštil, 89' Škoda                                             |
| 21/ 01/ 2019  | ŠK Slovan Bratislava | Národní stadion Ta' Qali, Malta        | 3 – 0         | 33' Šumbera, 42' Bariš, 44' Pavlík                                 |
|               |                      |                                        |               |                                                                    |
| 21/ 01/ 2019  | Hibernians FC        | Národní stadion Ta' Qali, Malta        | 3 – 1         | 61' Bartolomeu, 74' (pen) Magera, 84' Přichystal                   |
| 02/ 02/ 2019  | FC Vysočina Jihlava  | Jihlava                                | 4 – 0         | 4' Bariš, 47' Pachlopník, 70' Bartolomeu, 75' Sukup                |
| 09/ 02/ 2019  | FC Nitra             | Štadión pod Zoborom, Nitra             | 2 – 1         | 6' Přichystal, 78' Bartolomeu                                      |
| 16/ 02/ 2019  | MFK Skalica          | Skalica                                | 0 – 0         |                                                                    |
| 23/ 02/ 2019  | MFK Vyškov           | Městský fotbalový stadion Srbská, Brno | 5 – 1         | 10' Růsek, 29' Šumbera, 39' Přichystal, 49' Magera, 59' Přichystal |
| 22/ 03/ 2019  | Slezský FC Opava     | Městský stadion Opava, Opava           | 3 – 1         | 39' Přichystal, 46' Bartolomeu, 64' Moučka                         |

### Fortuna:Národní liga
| Poř. | Tým                     | Z  | V  | R | P  | VG | OG | B  |
| ---- | ----------------------- | -- | -- | - | -- | -- | -- | -- |
| 1.   | SK Dynamo Č. Budějovice | 30 | 23 | 3 | 4  | 60 | 24 | 72 |
| 2.   | FC Vysočina Jihlava     | 30 | 17 | 7 | 6  | 50 | 33 | 58 |
| 3.   | FC Zbrojovka Brno       | 30 | 17 | 6 | 7  | 63 | 31 | 57 |
| 4.   | FC Hradec Králové       | 30 | 15 | 8 | 7  | 36 | 18 | 53 |
| 5.   | FK Ústí nad Labem       | 30 | 15 | 4 | 11 | 44 | 39 | 49 |
| 6.   | FK Varnsdorf            | 30 | 13 | 9 | 8  | 33 | 26 | 48 |

#### Baráž o postup do Fortunaːligy 2019/2020
| Domácí v 1. zápase | Celkem | Hosté v 1. zápase | 1. zápas | 2. zápas |
| ------------------ | ------ | ----------------- | -------- | -------- |
| FC Zbrojovka Brno  | 3-3 v  | 1. FK Příbram     | 3-3      | 0-0      |

Vysvětlivky: Z = Zápasy; V = Výhry; R = Remízy; P = Prohry; VG = Vstřelené góly; OG = Obdržené góly; B = Body.
| Celkem | Celkem | Celkem | Celkem | Celkem | Celkem | Celkem | Celkem | Doma | Doma | Doma | Doma | Doma | Doma | Venku | Venku | Venku | Venku | Venku | Venku |
| Z      | V      | R      | P      | VG     | OG     | GR     | Body   | V    | R    | P    | VG   | OG   | Body | V     | R     | P     | VG    | OG    | Body  |
| ------ | ------ | ------ | ------ | ------ | ------ | ------ | ------ | ---- | ---- | ---- | ---- | ---- | ---- | ----- | ----- | ----- | ----- | ----- | ----- |
| 32     | 17     | 8      | 7      | 66     | 34     | +32    | 59     | 10   | 4    | 2    | 37   | 12   | 34   | 7     | 4     | 5     | 29    | 22    | 25    |

Poslední úprava: 27. května 2019

#### Podzimní část
| 1. kolo 22. července 2018 | FC Zbrojovka Brno | 1 – 3 | FC Vysočina Jihlava                              | Městský fotbalový stadion Srbská, Brno |  |  |
| 18:00 SELČ                | Lukáš Magera 72'  |       | 20' Jozef Urblík 45+4' Jiří Klíma 59' Jiří Klíma | Diváci: 3.113 Rozhodčí: Pechanec       |  |  |
|                           |                   |       |                                                  |                                        |  |  |

| 2. kolo 29. července 2018 | FC Sellier & Bellot Vlašim         | 2 – 2 | FC Zbrojovka Brno                                  | Stadion v Kollárově ulici, Vlašim |  |  |
| 17:00 SELČ                | Oskar Fotr 17' Ahingu Selemani 74' |       | 75' Dominik Plechatý (vl.) 73' Lukáš Magera (pen.) | Diváci: 1.095 Rozhodčí: Machálek  |  |  |
|                           |                                    |       |                                                    |                                   |  |  |

| 3. kolo 5. srpna 2018 | FC Zbrojovka Brno                                  | 3 – 0 | MFK Chrudim | Městský fotbalový stadion Srbská, Brno |  |  |
| 20:00 SELČ            | Damián Bariš 39' Lukáš Magera 60' Damián Bariš 83' |       |             | Diváci: 2.321 Rozhodčí: Jílek          |  |  |
|                       |                                                    |       |             |                                        |  |  |

| 4. kolo 12. srpna 2018 | FK Viktoria Žižkov                                  | 3 – 2 | FC Zbrojovka Brno                  | Stadion FK Viktoria Žižkov, Praha |  |  |
| 13:45 SELČ             | Petar Musa 17' Tomáš Dočekal 22' Andrei Sintean 53' |       | 14' Antonín Růsek 69' Lukáš Magera | Diváci: 1.520 Rozhodčí: Dubravský |  |  |
|                        |                                                     |       |                                    |                                   |  |  |

| 5. kolo 17. srpna 2018 | FC Zbrojovka Brno                      | 2 – 1 | SK Č. Budějovice | Městský fotbalový stadion Srbská, Brno |  |  |
| 18:30 SELČ             | Lukáš Magera 27' Lukáš Havel 43' (vl.) |       | 51' Lukáš Havel  | Diváci: 2.246 Rozhodčí: Klíma          |  |  |
|                        |                                        |       |                  |                                        |  |  |

| 6. kolo 25. srpna 2018 | 1. SK Prostějov                          | 2 – 1 | FC Zbrojovka Brno       | Za Místním nádražím, Prostějov |  |  |
| 10:15 SELČ             | Jan Koukal 61' (pen.) Dmytro Žikol 90+4' |       | 28' Lukáš Magera (pen.) | Diváci: 1.230 Rozhodčí: Houdek |  |  |
|                        |                                          |       |                         |                                |  |  |

| 7. kolo 30. srpna 2018 | FK Ústí nad Labem                         | 2 – 2 | FC Zbrojovka Brno                    | Městský stadion Ústí nad Labem, Ústí nad Labem |  |  |
| 18:00 SELČ             | Martin Jindráček 31' Daniel Procházka 54' |       | 7' Antonín Růsek 26' Ladislav Krejčí | Diváci: 2.065 Rozhodčí: Severýn                |  |  |
|                        |                                           |       |                                      |                                                |  |  |

| 8. kolo 16. září 2018 | FC Zbrojovka Brno                                                                  | 4 – 1 | FC MAS Táborsko   | Městský fotbalový stadion Srbská, Brno |  |  |
| 14:30 SELČ            | Antonín Růsek 27' Lukáš Magera 34' (pen.) Robert Bartolomeu 37' Lukáš Magera 45+2' |       | 29' Zdeněk Musiol | Diváci: 2.122 Rozhodčí: Dubravský      |  |  |
|                       |                                                                                    |       |                   |                                        |  |  |

| 9. kolo 22. září 2018 | FK Pardubice    | 1 – 1 | FC Zbrojovka Brno | Stadion Pod Vinicí, Pardubice |  |  |
| 10:15 SELČ            | Daniel Kovář 5' |       | 49' Dominik Kříž  | Diváci: 847 Rozhodčí: Hrubeš  |  |  |
|                       |                 |       |                   |                               |  |  |

| 10. kolo 30. září 2018 | FC Zbrojovka Brno | 0 – 0 | FK Varnsdorf | Městský fotbalový stadion Srbská, Brno |  |  |
| 15:00 SELČ             |                   |       |              | Diváci: 1.795 Rozhodčí: Klíma          |  |  |
|                        |                   |       |              |                                        |  |  |

| 11. kolo 5. října 2018 | 1. SC Znojmo FK | 0 – 1 | FC Zbrojovka Brno | Městský stadion v Horním parku, Znojmo |  |  |
| 18:00 SELČ             |                 |       | 17' Damián Bariš  | Diváci: 1.385 Rozhodčí: Váňa           |  |  |
|                        |                 |       |                   |                                        |  |  |

| 12. kolo 21. října 2018 | FC Zbrojovka Brno | 0 – 0 | FK Baník Sokolov | Městský fotbalový stadion Srbská, Brno |  |  |
| 18:00 SELČ              |                   |       |                  | Diváci: 1.720 Rozhodčí: Slabý          |  |  |
|                         |                   |       |                  |                                        |  |  |

| 13. kolo 27. října 2018 | FC Hradec Králové | 0 – 1 | FC Zbrojovka Brno     | Všesportovní stadion, Hradec Králové |  |  |
| 17:15 SELČ              |                   |       | 66' Milan Černý (vl.) | Rozhodčí: Ginzel                     |  |  |
|                         |                   |       |                       |                                      |  |  |

| 14. kolo 4. listopadu 2018 | FC Zbrojovka Brno                                                                  | 4 – 1 | MFK Vítkovice     | Městský fotbalový stadion Srbská, Brno |  |  |
| 18:00 SELČ                 | Ladislav Krejčí 15' Peter Štepanovský 21' Peter Štepanovský 29' Lukáš Magera 90+2' |       | 86' Václav Cverna | Diváci: 2.103 Rozhodčí: Matějček       |  |  |
|                            |                                                                                    |       |                   |                                        |  |  |

| 15. kolo 10. listopadu 2018 | FK Třinec                        | 2 – 1 | FC Zbrojovka Brno | Stadion Rudolfa Labaje, Třinec |  |  |
| 10:15 SELČ                  | Šimon Šumbera 63' René Dedič 77' |       | 54' Ondřej Sukup  | Diváci: 956 Rozhodčí: Severýn  |  |  |
|                             |                                  |       |                   |                                |  |  |

| 16. kolo 23. listopadu 2018 | FC Zbrojovka Brno     | 1 – 2 | FC Sellier & Bellot Vlašim                    | Městský fotbalový stadion Srbská, Brno |  |  |
| 18:00 SELČ                  | Peter Štepanovský 36' |       | 2' Ladislav Janda (pen.) 18' Vojtěch Hadaščok | Diváci: 1.540 Rozhodčí: Lerch          |  |  |
|                             |                       |       |                                               |                                        |  |  |

#### Jarní část
| 17. kolo 2. března 2019 | MFK Chrudim        | 1 – 2 | FC Zbrojovka Brno                           | Stadion Za Vodojemem, Chrudim  |  |  |
| 10:15 SELČ              | Daniel Vašulín 14' |       | 43' Peter Štepanovský 88' Peter Štepanovský | Diváci: 1.620 Rozhodčí: Houdek |  |  |
|                         |                    |       |                                             |                                |  |  |

| 18. kolo 10. března 2019 | FC Zbrojovka Brno                                                                                          | 6 – 0 | FK Viktoria Žižkov | Městský fotbalový stadion Srbská, Brno |  |  |
| 18:00 SELČ               | Pavel Eismann 9' Peter Štepanovský 19' Jakub Šural 22' Lukáš Magera 29' Antonín Růsek 62' Michal Škoda 88' |       |                    | Diváci: 2.622 Rozhodčí: Houdek         |  |  |
|                          | |       |                    |                                        |  |  |

| 17. kolo 17. března 2019 | SK Č. Budějovice                                          | 3 – 2 | FC Zbrojovka Brno                  | Fotbalový stadion Střelecký ostrov, České Budějovice |  |  |
| 17:00 SELČ               | Lukáš Havel 55' Ivo Táborský 70' (pen.) David Ledecký 76' |       | 29' Šimon Šumbera 33' Michal Škoda | Diváci: 4.214 Rozhodčí: Orel                         |  |  |
|                          |                                                           |       |                                    |                                                      |  |  |

| 20. kolo 31. března 2019 | FC Zbrojovka Brno | 1 – 0 | 1. SK Prostějov | Městský fotbalový stadion Srbská, Brno |  |  |
| 18:00 SELČ               | Lukáš Magera 59'  |       |                 | Diváci: 3.126 Rozhodčí: Ginzel         |  |  |
|                          |                   |       |                 |                                        |  |  |

| 21. kolo 7. dubna 2019 | FC Zbrojovka Brno | 0 – 0 | FK Ústí nad Labem | Městský fotbalový stadion Srbská, Brno |  |  |
| 18:00 SELČ             |                   |       |                   | Diváci: 2.115 Rozhodčí: Petřík         |  |  |
|                        |                   |       |                   |                                        |  |  |

| 22. kolo 14. dubna 2019 | FC MAS Táborsko   | 1 – 2 | FC Zbrojovka Brno                  | Stadion Svépomoc, Táborsko      |  |  |
| 15:30 SELČ              | David Březina 67' |       | 20' Michal Škoda 43' Šimon Šumbera | Diváci: 836 Rozhodčí: Dubravský |  |  |
|                         |                   |       |                                    |                                 |  |  |

| 23. kolo 17. dubna 2019 | FC Zbrojovka Brno                                      | 3 – 1 | FK Pardubice     | Městský fotbalový stadion Srbská, Brno |  |  |
| 18:00 SELČ              | Michal Škoda 16' Ladislav Krejčí 42' Antonín Růsek 68' |       | 36' Daniel Kovář | Diváci: 2.856 Rozhodčí: Klíma          |  |  |
|                         |                                                        |       |                  |                                        |  |  |

| 24. kolo 21. dubna 2019 | FK Varnsdorf                           | 2 – 0 | FC Zbrojovka Brno | Městský fotbalový stadion v Kotlině, Varnsdorf |  |  |
| 17:00 SELČ              | Adam Ondráček 9' Ondřej Kocourek 90+1' |       |                   | Diváci: 886 Rozhodčí: Klupák                   |  |  |
|                         |                                        |       |                   |                                                |  |  |

| 25. kolo 28. dubna 2019 | FC Zbrojovka Brno                       | 2 – 0 | 1. SC Znojmo FK | Městský fotbalový stadion Srbská, Brno |  |  |
| 18:00 SELČ              | Peter Štepanovský 22' Antonín Růsek 76' |       |                 | Diváci: 2.718 Rozhodčí: Vojkovský      |  |  |
|                         |                                         |       |                 |                                        |  |  |

| 26. kolo 4. května 2019 | FK Baník Sokolov | 0 – 2 | FC Zbrojovka Brno                      | Stadion FK Baník Sokolov, Sokolov |  |  |
| 17:00 SELČ              |                  |       | 44' Michal Škoda 48' Ondřej Pachlopník | Diváci: 525 Rozhodčí: Houdek      |  |  |
|                         |                  |       |                                        |                                   |  |  |

| 27. kolo 7. května 2019 | FC Zbrojovka Brno                           | 2 – 0 | FC Hradec Králové | Městský fotbalový stadion Srbská, Brno |  |  |
| 17:00 SELČ              | Peter Štepanovský 41' Peter Štepanovský 83' |       |                   | Diváci: 4.018 Rozhodčí: Pechanec       |  |  |
|                         |                                             |       |                   |                                        |  |  |

| 28. kolo 11. května 2019 | MFK Vítkovice                      | 2 – 4 | FC Zbrojovka Brno                                                            | Městský stadion v Ostravě-Vítkovicích, Ostrava-Vítkovice |  |  |
| 17:00 SELČ               | Martin Motyčka 5' Jiří Januška 79' |       | 3' Peter Štepanovský 7' Peter Štepanovský 23' Šimon Šumbera 90' Ondřej Vintr | Diváci: 712 Rozhodčí: Franěk                             |  |  |
|                          |                                    |       |                                                                              |                                                          |  |  |

| 29. kolo 18. května 2019 | FC Zbrojovka Brno                                                                           | 5 – 0 | FK Třinec | Městský fotbalový stadion Srbská, Brno |  |  |
| 15:00 SELČ               | Lukáš Magera 31' Ondřej Pachlopník 44' Šimon Šumbera 74' Šimon Šumbera 81' Damián Bariš 85' |       |           | Diváci: 3.523 Rozhodčí: Cieslar        |  |  |
|                          |                                                                                             |       |           |                                        |  |  |

| 30. kolo 25. května 2019 | FC Vysočina Jihlava | 1 – 6 | FC Zbrojovka Brno                                                                                             | Stadion v Jiráskově ulici, Jihlava |  |  |
| 15:00 SELČ               | Pavel Šulc 38'      |       | 17' Antonín Růsek 41' Martin Zikl 43' Jakub Přichystal 52' Martin Zikl 72' Robert Bartolomeu 77' Ondřej Vintr | Diváci: 851 Rozhodčí: Dorušák      |  |  |
|                          |                     |       | |                                    |  |  |

#### Baráž o ligu
| 1. zápas 29. května 2019 | FC Zbrojovka Brno                                   | 3 - 3 | 1. FK Příbram                                    | Městský fotbalový stadion Srbská, Brno |  |
| 18:00 SELČ | Lukáš Magera 19' Šimon Šumbera 40' Lukáš Magera 66' |       | 6' Jan Matoušek 11' Marek Kodr 89' Ibrahim Keita | Diváci: 8.523 Rozhodčí: Berka          |  |
| Poznámky: Sestava: Floder – Sukup, Šural, Kryštůfek, Eismann – Štepanovský (81. Bartolomeu), Bariš, Růsek (84. Vintr), Šumbera – Magera, Škoda (73. Přichystal) |                                                     |       |                                                  |                                        |  |

| 2. zápas 2. června 2019 | 1. FK Příbram | 0 - 0 | FC Zbrojovka Brno | Na Litavce, Příbram |  |
| 18:30 SELČ |               |       |                   | Rozhodčí: Ardeleanu |  |
| Poznámky: Sestava: Floder – Sukup, Šural, Kryštůfek, Eismann – Štepanovský (82. Zikl), Bariš, Růsek, Šumbera (78. O. Vintr) – Škoda (30. Přichystal), Magera |               |       |                   |                     |  |

### MOL Cup
Hlavní článek: MOL Cup 2018/19
| 1. kolo 22. srpna 2018 | FC ŽĎAS Žďár nad Sázavou | 0 – 2 | FC Zbrojovka Brno                | Sportovní areál Bouchalky, Žďár nad Sázavou |  |  |
| 17:30 SELČ             |                          |       | 62' Dan Jambor 88' Antonín Růsek | Diváci: 1.210 Rozhodčí: Slabý               |  |  |
|                        |                          |       |                                  |                                             |  |  |

| 2. kolo 22. srpna 2018 | FC Slovan Rosice | 0 – 2 | FC Zbrojovka Brno                       | Sportovní areál FC Slovan Rosice, Rosice |  |  |
| 17:30 SELČ             |                  |       | 13' Petr Pavlík 19' Tadeáš Zezula (vl.) | Diváci: 1.568 Rozhodčí: Dubravský        |  |  |
|                        |                  |       |                                         |                                          |  |  |

| 3. kolo 3. dubna 2019 | FC Zbrojovka Brno | 0 – 1 | FC Slovan Liberec | Městský fotbalový stadion Srbská, Brno |  |  |
| 19:20 SELČ            |                   |       | 1' Petr Ševčík    | Diváci: 2.190 Rozhodčí: Proske         |  |  |
|                       |                   |       |                   |                                        |  |  |